# Rosauro Almario
Rosauro Almario y Cagne (Manila, 30 de agosto de 1886-11 de marzo de 1933) fue un político, periodista y escritor filipino en idioma tagalo. Dedicó su obra a su país y sus costumbres y a las ideas revolucionarias. Durante su vida literaria utilizó numerosos seudónimos: Petronio, El Satirín, Raxa Solimán…
Además de en tagalo, escribió en español (cuando él nació Filipinas pertenecía a España y era la lengua de la cultura).

## Biografía
Nació en Tondo (Manila) y fue el tercero de nueve hermanos, entre los que se encuentran Estanislao Almario y Rosalía Cagne. Se casó con Leonor de Ocampo, con la que tuvo cinco hijos, los mellizos Generoso y Amalia, Bonifacio, Liwayway y Simoun. Generoso fue abogado y Simoun ejecutivo de una emisora de radio local.
Rosauro Almario trabajó para el diario La Opinión-El Comercio, en cuyo perfil ideológico se encontraba, y llegó a dirigirlo. Falleció cuando estaba en la cumbre de su carrera, con menos de 50 años de edad.

## Libros
- 1907. ¿Qué es pueblo? (en español)
- 1910. Pinatatawad Kita
- 1910. Ang Mananayaw
- 1911. Mga Anak Bukid
- 1912. Mga Dahong Luksa
- 1913. Nang Si Eba ay Likhain